# Metacyrba pictipes
Metacyrba pictipes là một loài nhện trong họ Salticidae.
Loài này thuộc chi Metacyrba. Metacyrba pictipes được Richard C. Banks miêu tả năm 1903.